# Saint-Gérand-de-Vaux
Saint-Gérand-de-Vaux è un comune francese di 432 abitanti situato nel dipartimento dell'Allier della regione dell'Alvernia-Rodano-Alpi.

## Società

### Evoluzione demografica
Abitanti censiti